# 亞歷山大·斯基恩半身像
亞歷山大·斯基恩半身銅像位於美國紐約州布魯克林的大軍團廣場。

## 外部連結
- 维基共享资源上的相關多媒體資源：亞歷山大·斯基恩半身像